# 斯波爾丁鎮區 (明尼蘇達州艾特金縣)
斯波爾丁鎮區（英語：Spalding Township）是位於美國明尼蘇達州艾特金縣的一個行政鎮區。

## 地方資料
斯波爾丁鎮區的面積為96.30平方千米，當中陸地面積為95.40平方千米，而水域面積為0.90平方千米。根據2020年美國人口普查的數據，當地共有人口320人，而人口密度為每平方千米3.32人。